# NGC 3603 A1

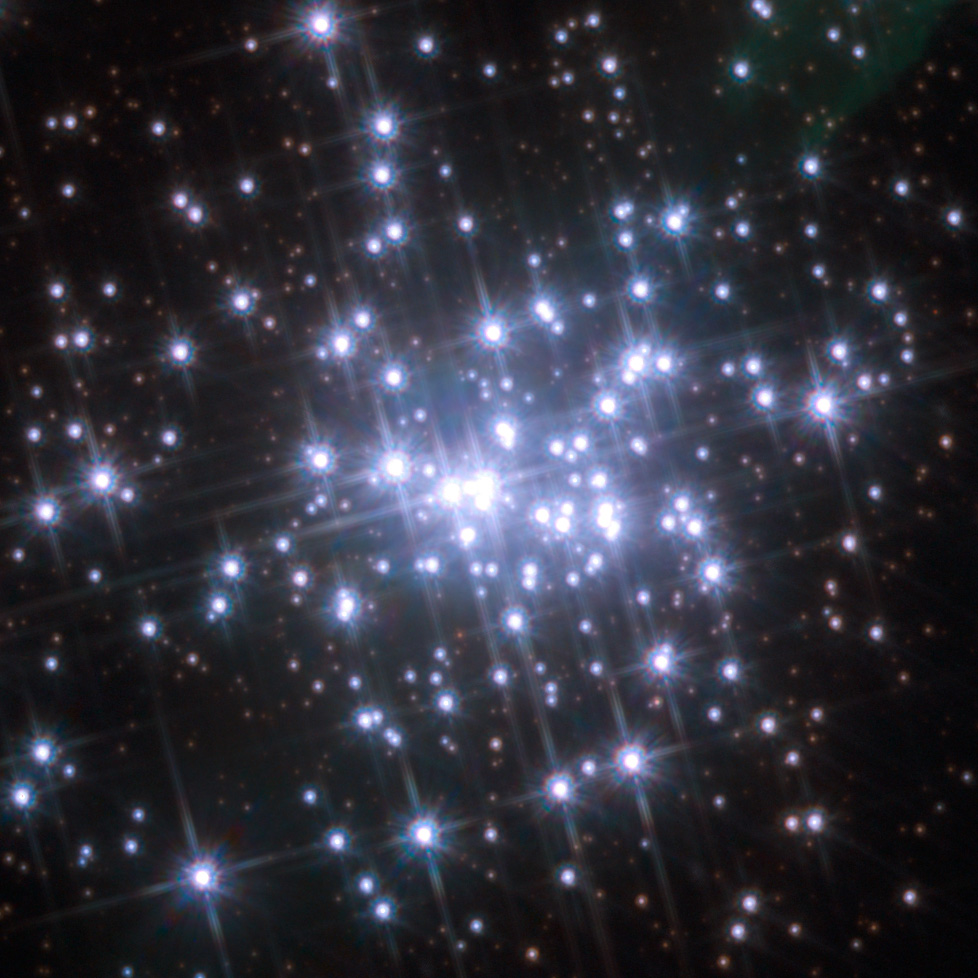
A1의 모습이다.

A1은 NGC 3603 내에서 발견된 큰 질량을 지닌 쌍성으로 지구에서 2만 광년 떨어져 있다. 주성과 동반성의 질량은 각각 태양 질량의 각각 약 114배, 약 84배이며 서로를 대략 3.77일 정도에 한 번 공전한다.